# Giacomo de Lucchesini
Giacomo De Lucchesini (* in Italien; † 23. Juli 1739 in Grocka/Vorstadtbezirk von Belgrad) war Komponist und Rittmeister im Sehrischen Kürassierregiment von Kaiser Carl VI.

## Leben
Lorenz Christoph Mizler gründete mit dem Grafen Giacomo de Lucchesini und Georg Heinrich Bümler in Leipzig die an der Wolffischen Philosophie orientierte Correspondierende Societät der musicalischen Wissenschaften. Mizler hatte seinem alten Weggefährten, dem Kapellmeister des Markgrafen von Brandenburg-Ansbach Bümler zusammen mit seinem Lehrer Johann Sebastian Bach seine 1734 erschienene Dissertation gewidmet. De Lucchesini muss für Mizler ebenfalls eine besondere Bedeutung gehabt haben, denn es kann kein Zufall sein, dass der Italiener zu den drei Gründungsmitgliedern der im 18. Jahrhundert bedeutenden musikwissenschaftlichen Vereinigung gehörte. Innerhalb der Societäts-Mitglieder nahm de Lucchesini jedenfalls in mehrfacher Hinsicht eine Sonderstellung ein. Die Societät konnte zunächst ihre Weltoffenheit durch dieses aus Italien stammende römisch-katholische Gründungsmitglied demonstrieren, war doch in der ersten Hälfte des 18. Jahrhunderts eine ökumenisch ausgerichtete Vereinigung durchaus nicht selbstverständlich. Die Sonderstellung wird weiterhin dadurch begründet, dass der Italiener im Vergleich zu anderen Mitgliedern wie Bach, Händel, Telemann und Graun in der Literatur nur fragmentarisch Quellen hinterließ. Inwiefern Mizler von dessen Kompositionskunst beeindruckt war, lässt sich nicht mit Sicherheit bestimmen. Er veröffentlichte zwar dessen Flötenkonzert, merkte aber zugleich an, dass dieses nicht nach den strengen kompositorischen Regeln verfasst sei.
Dieses Concert auf die Flute travers. mit 5 Stimmen in g-Moll des Grafen Giacomo de Lucchesini mit den Sätzen Allegro-Grave-Allegro, welches Mizler mit einer Vorrede versah und 1741 in Leipzig herausgab, ist im Druck der Stimmen, allerdings ohne Vorrede, erhalten. Zusätzlich liegt die von Johann Georg Pisendel (1687–1755) angefertigte Handschrift der Partitur noch vor. Mizlers Verbesserung wurde durch Wöhlke behauptet, möglicherweise aufgrund eines durchaus einleuchtenden Schriftenvergleichs, eventuell auch aufgrund des von Mizler vorgenommenen Druckes. Mizlers akribisches Bemühen um satztechnische Genauigkeit könnte ein weiteres Indiz sein. Die Edition wird durch zahlreiche Quellen bestätigt. In den Neue Zeitungen von Gelehrten Sachen, 1741, S. 528 heißt es: „Leipzig / Hier ist herausgekommen: 1 Concert auf die Querflöte mit der ersten Violin, andern Violin, Viole und Baß […] und verspricht Herr M. Mizler in der Vorrede zu diesem Concert, noch fünf dergleichen von seiner eigenen Composition herauszugeben.“ Für Mizler dienten die Einnahmen aus dieser Veröffentlichung wahrscheinlich zur Bestreitung seines Lebensunterhaltes. Schon 1743 waren die gedruckten Exemplare, die er anderen anbot, ausverkauft, und er plante eine Neuauflage. Mizler hatte Spieß ein „Concert auf die Querflöte und Violin mit fünf Stimmen in Kupfer gestochen“ angeboten. Damit wird die Komposition des Grafen gemeint sein. Nach der Bestellung durch Spieß bedauerte Mizler, das Concert sei ausverkauft, werde aber wieder aufgelegt.
Das irrtümlich im RISM-Katalog angegebene weitere Werk „Concertos - F-Dur“ RISM-A1.12-436 wurde zusammengeführt mit RISM ID no. 212001833, denn ein Konzert in F-Dur existiert nicht.
Der angesehene Violinist Johann Georg Pisendel kopierte dieses Werk vermutlich für eigene Aufführungszwecke für die Dresdner Hofkapelle. Diese Abschrift des Stimmmaterials (fl, vl 1, 2, vla, vlc, bc) erfolgte um 1750 und liegt in der Univ.- u. Landesbibliothek Münster vor (Manuscript copy; D-RH Ms 480). Die Handschrift gehört zu der Sammlung von Instrumentalwerken der Dresdner Hofkapelle.
Der Beitritt zur Mizlerschen Societät erfolgte 1748.
Der Rittmeister de Lucchesini starb am 22. Juli 1739 in der Schlacht bei Grocka.

## Werke
- Concerto - g-Moll; GroF 1204.[11] = Concert auf die Flute travers. mit 5 Stimmen komponiert von Herrn Grafen Giacomo de Lucchesini und herausgegeben von Lorentz Mizlern, in Kupfer gestochen im Verlag des Herausgebers, Leipzig 1741 (mit einer Vorrede von Lorenz Mizler).[12][13][14][15][16][17][18] (vgl. Concerto - g-Moll; GroF 1204; Manuscript copy; D-Dl Mus.3001-O-1[19])